# Jivarus

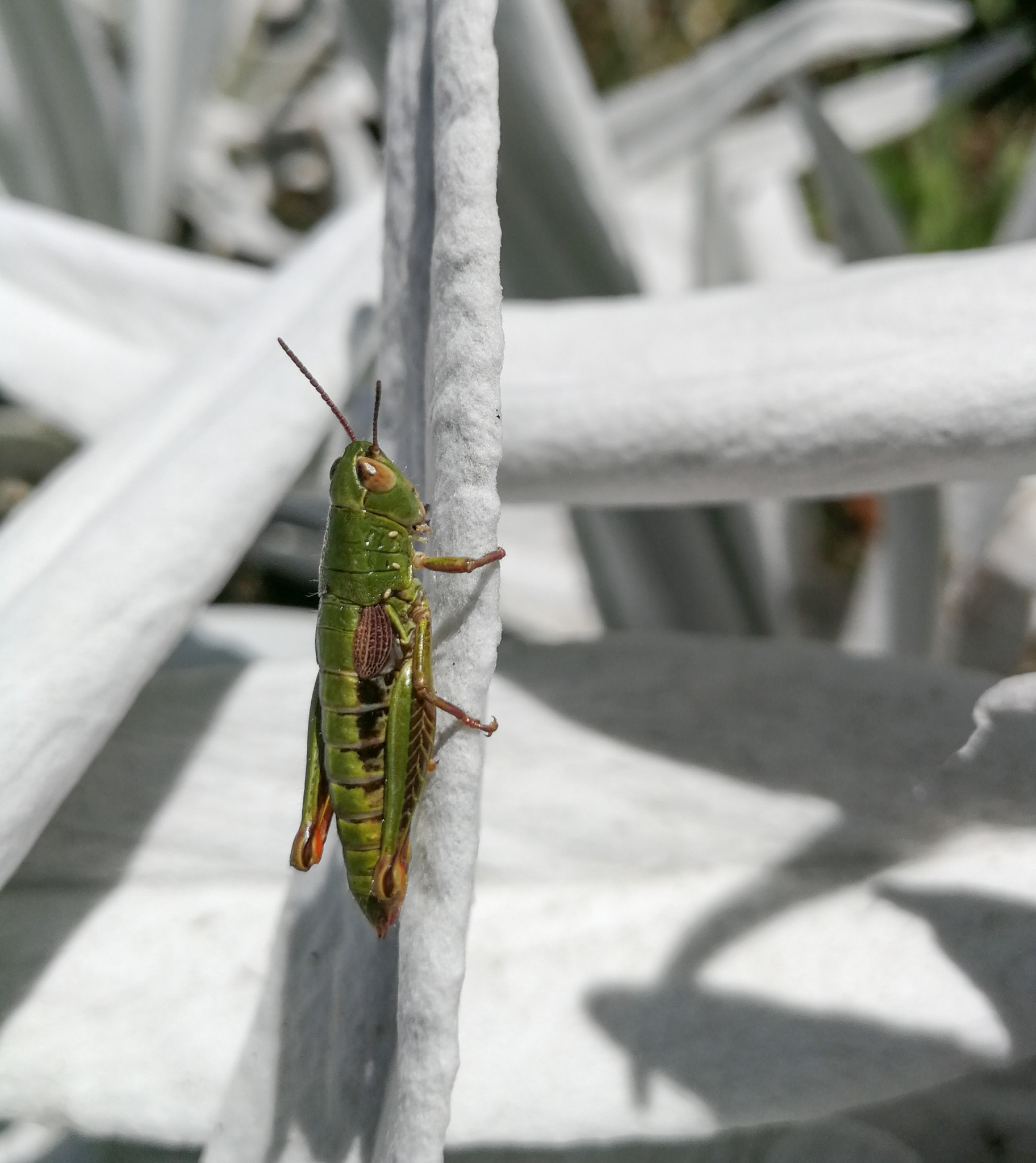
Een exemplaar van de Jivarus antisanae

Jivarus is een geslacht van rechtvleugeligen uit de familie veldsprinkhanen (Acrididae). De wetenschappelijke naam van dit geslacht is voor het eerst geldig gepubliceerd in 1898 door Giglio-Tos.

## Soorten
Het geslacht Jivarus omvat de volgende soorten:
- Jivarus alienus Walker, 1870
- Jivarus alticola Ronderos, 1981
- Jivarus americanus Giglio-Tos, 1898
- Jivarus antisanae Bolívar, 1881
- Jivarus auriculus Cigliano & Amédégnato, 2010
- Jivarus brunneus Ronderos, 1981
- Jivarus carbonelli Ronderos, 1979
- Jivarus cohni Ronderos, 1979
- Jivarus discoloris Cigliano & Amédégnato, 2010
- Jivarus ecuadoricus Hebard, 1924
- Jivarus eumera Hebard, 1923
- Jivarus guarandaensis Cigliano & Amédégnato, 2010
- Jivarus gurneyi Ronderos, 1979
- Jivarus hubbelli Ronderos, 1979
- Jivarus jagoi Ronderos, 1979
- Jivarus laevis Ronderos, 1979
- Jivarus marginalis Ronderos, 1979
- Jivarus megacercus Cigliano & Amédégnato, 2010
- Jivarus ochraceus Ronderos, 1981
- Jivarus pictifrons Ronderos, 1979
- Jivarus profundus Cigliano & Amédégnato, 2010
- Jivarus pubescens Ronderos, 1979
- Jivarus rectus Cigliano & Amédégnato, 2010
- Jivarus rentzi Ronderos, 1979
- Jivarus riveti Cigliano & Amédégnato, 2010
- Jivarus ronderosi Cigliano & Amédégnato, 2010
- Jivarus spatulus Cigliano & Amédégnato, 2010
- Jivarus sphaericus Cigliano & Amédégnato, 2010
- Jivarus viridis Ronderos, 1979